# Mynah Birds
The Mynah Birds fue una banda musical canadiense formada en Toronto, Ontario, Canadá y activa entre 1964 y 1967. Durante su corta vida, el grupo incluyó una larga lista de músicos en sus diferentes configuraciones, siendo la más notable la integrada por Rick James, Rickman Mason, John Taylor, y los miembros fundadores de Buffalo Springfield, Neil Young y Bruce Palmer. Goldy McJohn y Nick St. Nicholas, miembros del grupo, formaron años después el grupo de rock Steppenwolf.

## Historia
The Mynah Birds surgió del grupo The Sailorboys, liderado por Jimmy Livingstone y formado por el guitarrista Ian Goble, el batería Rick Cameron, el organista Goldy McJohn y el bajista Nick St. Nicholas. 
A comienzos de la década de 1960, James Johnson se inscribió en la Reserva Naval de los Estados Unidos. Sin embargo, cuando fue llamado para el servicio activo, se fugó a Canadá. En agosto de 1964, llegó a Toronto, Ontario, donde pronto se metió en una pelea callejera. Tal y como relata en su autobiografía, Johnson fue rescatado de una paliza por un par de músicos locales, Levon Helm y Garth Hudson. Ambos formaban parte del grupo The Hawks, liderado por Ronnie Hawkins, y llevaron a Johnson a un bar donde saltó sobre el escenario y empezó a cantar con un grupo. El grupo se mostró tan impresionado que lo invitaron a unirse y lo rebautizaron con el nombre de Sailorboys.
Johnson pronto estableció buenas relaciones con varios miembros de la escena musical de Toronto. Uno de ellos, Shirley Matthews, era una celebridad local durante la época gracias a su éxito «Big Town Boy». Matthews, sabiendo que Johnson era un fugitivo, sugirió a Johnson que adoptara el nombre de Ricky Matthews. Por otra parte, el grupo modificó su nombre y adoptó el de Mynah Birds, con cambios en la formación al incluir al teclista Goldy McJohn. 
A comienzos de 1966, The Mynah Birds firmaron un contrato discográfico con Motown Records. Poco después de comenzar las sesiones de grabación, el bajista Bruce Palmer invitó a un conocido a que se uniera al grupo: el músico local Neil Young. En un artículo publicado en mayo de 1966, la revista Billboard indicó que el primer sencillo del grupo iba a ser «I've Got You in My Soul», una composición original. Sin embargo, su publicación nunca vio la luz dado que sonaba idéntica a la canción del grupo Them «Little Girl». Aun así, The Mynah Birds llegó a completar un sencillo titulado «It's My Time». 
Durante la época, Ricky Matthews, anteriormente conocido como James Johson, combinó sus dos principales apodos y comenzó a usar el apodo de Rick James, por el cual fue reconocido el resto de su carrera musical. Sin embargo, el representante de The Mynah Birds sustrajo el dinero adelantado por Motown a raíz de la grabación de «It's My Time», y el grupo lo expulsó. En contestación, el mánager informó a Motown que James había desertado de la Marina y fue encarcelado durante un año. 
«It's My Time» no llegó a publicarse, y Motown desechó sus planes para grabar un álbum con The Mynah Birds. Al mismo tiempo, McJohn, que abandonó el grupo unos años anets, formó la banda Steppenwolf con Nick St. Nicholas. Por su parte, Neil Young y Bruce Palmer viajaron a Los Ángeles y formaron el grupo Buffalo Springfield. Tras la salida de prisión de Matthews, volvió a trabajar con distintas bandas de rock, y en 1974 publicó el sencillo «My Mama».

## Discografía
| Año  | Título                                     | Sello            |
| ---- | ------------------------------------------ | ---------------- |
| 1965 | "The Mynah Bird Hop"/"The Mynah Bird Song" | Columbia Records |